# Liste der Baudenkmäler in Rottendorf
Auf dieser Seite sind die Baudenkmäler in der unterfränkischen Gemeinde Rottendorf zusammengestellt. Diese Tabelle ist eine Teilliste der Liste der Baudenkmäler in Bayern. Grundlage ist die Bayerische Denkmalliste, die auf Basis des Bayerischen Denkmalschutzgesetzes vom 1. Oktober 1973 erstmals erstellt wurde und seither durch das Bayerische Landesamt für Denkmalpflege geführt wird. Die folgenden Angaben ersetzen nicht die rechtsverbindliche Auskunft der Denkmalschutzbehörde.

## Baudenkmäler nach Gemeindeteilen

### Rottendorf
| Lage                                             | Objekt                              | Beschreibung | Akten-Nr.     | Bild                                |
| ------------------------------------------------ | ----------------------------------- | --- | ------------- | ----------------------------------- |
| Alte Landstraße (Standort)                       | Bogenbrücke                         | einjochige korbbogige Quaderbrücke aus Muschelkalk über den Landleitenbach, mit Wappenrelief des Fürstbischofs Adam Friedrich von Seinsheim, um 1770 | D-6-79-185-26 | Bogenbrücke                         |
| Am Kriegerdenkmal (Standort)                     | Kriegerdenkmal                      | für die Gefallenen von 1914/18, Christusfigur in Mandorla auf hohem Postament mit Relief eines sterbenden Soldaten mit trauerndem Kamerad, mit bankartiger Umfassung mit Namenstafeln, um 1920 | D-6-79-185-1  | Kriegerdenkmal                      |
| Am Marienheim 4, Röntgenstraße 9 (Standort)      | Katholisches Kinderheim             | zweigeschossiger walmdachgedeckter Putzbau mit Sohlbankgesims und polygonalem Standerker mit Glockendach sowie eingeschossigem walmdachgedecktem Saalbau, 1925 von A. F. Heym, nach Kriegsbeschädigung 1952 modernisiert; Einfriedung gleichzeitig; Immaculata gleichzeitig                                                 | D-6-79-185-36 | BW                                  |
| Hauptstraße (Standort)                           | Bildstock                           | Reliefaufsatz mit Kreuzigung und Stifterfamilie, Rückseite mit Pietà, auf Säule über erneuertem Tischsockel, Sandstein, bezeichnet 1602 | D-6-79-185-4  | BW                                  |
| Hauptstraße 8 (Standort)                         | Pietà                               | Skulptur einer Vespergruppe in Nische auf Tischsockel, Sandstein, Anfang 19. Jahrhundert | D-6-79-185-2  | Pietà                               |
| Hauptstraße 28 (Standort)                        | Kreuz                               | auf Tischsockel, darauf Pietàfigur, Sandstein, 18. Jahrhundert | D-6-79-185-3  | Kreuz                               |
| Kirchplatz (Standort)                            | Kruzifix                            | auf Tischsockel mit Inschrift, barockisierend, um 1900, Bildstock, Reliefaufsatz mit Kreuzigungsszene, Rückseite mit Kreuz, auf erneuertem Schaft und Postament, Sandstein, bezeichnet 1665 | D-6-79-185-21 | Kruzifix                            |
| Kirchplatz (Standort)                            | Bildstock                           | Reliefaufsatz mit Marienkrönung, auf Pfeiler über Tischsockel, Sandstein, bezeichnet 1775 | D-6-79-185-7  | Bildstock                           |
| Kirchplatz 6 (Standort)                          | Katholische Pfarrkirche Sankt Vitus | Saalbau mit eingezogenem Chor und westlichem Fassadenturm mit Spitzhelm, im Kern mittelalterlich, Umbau 1613, Langhauserweiterung 1860, mit Ausstattung | D-6-79-185-6  | Katholische Pfarrkirche Sankt Vitus |
| Kirchstraße 1, Würzburger Straße 12 a (Standort) | Hoftoranlage                        | Torpfeiler mit separater Fußgängerpforte, Ende 18. Jahrhundert | D-6-79-185-8  | Hoftoranlage                        |
| Kirchstraße 5 (Standort)                         | Bildhäuschen                        | in die Wand eingelassener Nischenaufsatz mit Relief des Jesuskindes inmitten der 14. Nothelfer, Sandstein, bezeichnet 1744 | D-6-79-185-9  | Bildhäuschen                        |
| Obertorstraße 5 (Standort)                       | Inschriftentafel                    | Sandstein, bezeichnet 1581 | D-6-79-185-12 | Inschriftentafel                    |
| Pfarrgasse 4 (Standort)                          | Ehemals Schrautenbachscher Amtssitz | dann Pfarrhof, zweigeschossiger, verputzter Massivbau mit Walm- und Halbwalmdach, spätmittelalterlich, bezeichnet 1533 Hofmauer, Bruchsteinmauerwerk, gleichzeitig Graben und Einfriedungsmauer, spätmittelalterlich | D-6-79-185-22 | Ehemals Schrautenbachscher Amtssitz |
| Schulstraße 17, Hofstraße 8 (Standort)           | Ehemals Hirsch'sche Zuckerfabrik    | dreigeschossiger Sandsteinquaderbau auf T-förmigem Grundriss mit Satteldächern, in der Mitte der Giebelseiten monumentaler rundbogiger Rücksprung mit Pfeilergliederungen, 1837 Lagerhaus, viergeschossiger Sandsteinquaderbau mit Walmdach und quadratischen Fensteröffnungen, 1837, mit späterem Wohnanbau Hofeinfriedung | D-6-79-185-29 | Ehemals Hirsch'sche Zuckerfabrik    |
| Würzburger Straße (Standort)                     | Bildstock                           | Reliefaufsatz mit Schriftgelehrtem und Knaben, auf Säule über Tischsockel, Sandstein, bezeichnet 1732 | D-6-79-185-13 | Bildstock                           |
| Würzburger Straße (Standort)                     | Stundenbank                         | bestehend aus drei Muschelkalkblöcken, bezeichnet „26 Stunden“ (für die Entfernung nach Nürnberg), um 1770 | D-6-79-185-28 | Stundenbank                         |
| Würzburger Straße 1 (Standort)                   | Wohngebäude                         | zweigeschossiger, verputzter Massivbau mit Walmdach und barocken Gliederungen, 18. Jahrhundert | D-6-79-185-10 | Wohngebäude                         |
| Würzburger Straße 2 (Standort)                   | Bildhäuschen                        | zwei neugotische Bildnischen mit Treppengiebel, darin Marienstandbild und Herz-Jesu-Figur, Sandstein, 2. Hälfte 19. Jahrhundert | D-6-79-185-5  | Bildhäuschen                        |
| Würzburger Straße 3 (Standort)                   | Hoftor                              | korbbogig, 18. Jahrhundert | D-6-79-185-11 | Hoftor                              |
| Frohnberg, Winterleiten (Standort)               | Kreuzweg                            | vierzehn Stationen mit figürlichen Reliefs mit Maßwerkrahmung und kielbogigem Abschluss, auf Sockel, Sandstein, neugotisch, um 1900 | D-6-79-185-17 | Kreuzweg                            |
| Kehl (Standort)                                  | Kapelle                             | sogenannte Marienkapelle, kleiner Saalbau mit südlichem Säulenvorbau, 1753, mit Ausstattung | D-6-79-185-14 | Kapelle                             |
| Speierleinsgraben (Standort)                     | Bildstock                           | teilweise erneuerter Aufsatz mit Relieftafel eines Kreuzschleppers, Rückseite mit Hl. Familie, auf Pfeiler über Postament, Sandstein, wohl 18./19. Jahrhundert | D-6-79-185-15 | BW                                  |

### Rothof
| Lage                    | Objekt                                           | Beschreibung | Akten-Nr.     | Bild |
| ----------------------- | ------------------------------------------------ | --- | ------------- | ---- |
| Rothof (Standort)       | Katholische Filialkirche Sankt Cosmas und Damian | Saalbau mit leicht eingezogenem Chor und östlichem Turm mit Pultdach, Hausteinmauerwerk, 1954–58, Wappenrelief, ehemals aus Hundsfeld (Hammelburg) stammend, Sandstein, barock, um 1750 | D-6-79-185-30 | BW   |
| Rothof (Standort)       | Bildstock                                        | Reliefaufsatz mit Pietà in den Wolken, darunter Heiligendarstellungen, auf Säule über Tischsockel, Sandstein, bezeichnet 1737                                                           | D-6-79-185-16 | BW   |
| Rothof 13 (Standort)    | Ehemals Wohnstallhaus                            | eingeschossiger, verputzter Halbwalmdachbau, östlicher Wirtschaftsbereich erneuert, 2. Hälfte 18. Jahrhundert                                                                           | D-6-79-185-23 | BW   |
| Rothof 13 (Standort)    | Scheune                                          | wohl gleichzeitig | D-6-79-185-23 | BW   |
| Rothof 17 (Standort)    | Ehemals Wohnstallhaus                            | eingeschossiger Massivbau mit Halbwalmdach, bezeichnet 1787, Wirtschaftsteil nach 1832 nach Westen verlängert                                                                           | D-6-79-185-24 | BW   |
| Bodenäcker (Standort)   | Bildstock                                        | kielbogiger Reliefaufsatz mit Madonna, auf Pfeiler über Postament, Sandstein, neugotisch, bezeichnet 1843                                                                               | D-6-79-185-25 | BW   |
| Hohlwegäcker (Standort) | Bildstock                                        | Reliefaufsatz mit Pietàdarstellung und Kreuzbekrönung auf Pfeiler über Postament, Sandstein, bezeichnet 1831                                                                            | D-6-79-185-19 | BW   |

### Wöllriederhof
| Lage                                       | Objekt  | Beschreibung                                                                                              | Akten-Nr.     | Bild |
| ------------------------------------------ | ------- | --- | ------------- | ---- |
| Gut Wöllried 1, 3, 5, 7, 11, 13 (Standort) | Gutshof | Herrenhaus, zweigeschossiger, verputzter Massivbau mit Walmdach und Glockentürmchen, Ende 18. Jahrhundert | D-6-79-185-20 | BW   |
| Gut Wöllried 1, 3, 5, 7, 11, 13 (Standort) | Gutshof | Scheune, Bruchsteinmauerwerksbau mit Halbwalmdach, Ende 18. Jahrhundert                                   | D-6-79-185-20 | BW   |
| Gut Wöllried 1, 3, 5, 7, 11, 13 (Standort) | Gutshof | Nebengebäude, 18./19. Jahrhundert                                                                         | D-6-79-185-20 | BW   |

## Abgegangene Baudenkmäler
In diesem Abschnitt sind Objekte aufgeführt, die früher einmal in der Denkmalliste eingetragen waren, jetzt aber nicht mehr existieren, z. B. weil sie abgebrochen wurden. Aktennummern in diesem Abschnitt sind ehemalige, jetzt nicht mehr gültige Aktennummern.

| Lage | Objekt                                        | Beschreibung | Akten-Nr.     | Bild |
| --- | --------------------------------------------- | --- | ------------- | --- |
| Rottendorf Schulstraße (Standort) | Scheune der ehemals Hirsch'schen Zuckerfabrik | zweifarbiger Sandsteinquaderbau mit Satteldach, nach 1865 (die anderen Gebäude der Zuckerfabrik sind erhalten und weiterhin als D-6-79-185-29 in der Denkmalliste eingetragen) | D-6-79-185-29 | BW |
| Rottendorf Bahnlinie Fürth – Würzburg (östlich der Trennung der Bahnstrecken nach Fürth und Schweinfurt, ca. 1 km vom Bahnhof entfernt) (Standort) | Eisenbahnbrücke                               | einjochige Rundbogenbrücke über den Landleitenbach und einen Wirtschaftsweg, für die Strecke Fürth – Würzburg, Muschelkalkquaderbau, 1863; 2015 abgebrochen                    | D-6-79-185-27 | [[Vorlage:Bilderwunsch/code!/C:49.80019,10.03709!/D:Bahnlinie Fürth – Würzburg (östlich der Trennung der Bahnstrecken nach Fürth und Schweinfurt, ca. 1 km vom Bahnhof entfernt), Eisenbahnbrücke!/\|BW]] |